# Prins Carl Philip af Sverige
Hans Kongelige Højhed Prins Carl Philip, hertug af Värmland (Carl Philip Edmund Bertil, født 13. maj 1979) er prins af Sverige, hertug af Värmland, og søn af kong Carl 16. Gustav og dronning Silvia. Han blev født som kronprins, men er som følge af en grundlovsændring, der trådte i kraft den 1. januar 1980, nummer fire i den svenske tronfølge. Han er derudover nummer 185 i den britiske tronfølge. Prins Carl Philip er den mellemste af tre søskende; hans søstre er kronprinsesse Victoria og prinsesse Madeleine.

## Tidligt liv og uddannelse
Han blev født som kronprins af Sverige, og beholdt sin titel og placering som den første i den svenske tronfølge i syv måneder indtil den 1. januar 1980, hvor han mistede titlen som kronprins som følge af en ændring i den svenske tronfølgelov (successionsordningen), der blandt andet betød, at ældste barn i et ægteskab går forud for yngre børn, uanset køn. Dette bevirkede, at Carl Philips storesøster derefter blev svensk kronprinsesse. Hertugen blev døbt i Stockholms Slots Slotskirke den 31. august 1979. Hans faddere er prins Bertil, hertug af Halland, Prins Leopold af Bayern , Dronning Margrethe II af Danmark og prinsesse Birgitta af Sverige.
I løbet af 1984-1986, gik prins Carl Philip på Västerled sogns børnehave. I efteråret 1986 begyndte han skole på Smedslättsskolan i Bromma, hvor han deltog på junior niveau. For det mellemliggende niveau, gik prinsen på Ålstensskolan i Bromma, fortsætter derfra, i efteråret 1992 til senior niveau på Enskilda Gymnasiet i Stockholm. I efteråret 1994 blev Prins Carl Philip indskrevet på Kent School. Prinsen fortsatte derefter sine studier i en videnskabsprogram på det gymnasiale trin på Lundsbergs skola. Han dimitterede i foråret 1999. Han studerede grafisk design på Rhode Island School of Design, hvor han arbejdede på et museumsidentitet design projekt. I 2011 afsluttede Prins Carl Philip sine studier i Landbrugs-og Ledelse Landdistrikter ved Sveriges Landbrugsuniversitet i Alnarp.

## Privatliv
Prins Carl Philip datede Emma Pernald fra 1999. Pernald arbejdede på et PR-firma i flere år. Men prinsen og Pernald afbrød deres forhold i marts 2009. Hun afslørede i den svenske magasin Expressen, at hun og prinsen gensidigt har besluttet at gå hver til sit. Pernald havde ingen yderligere bemærkninger til årsagen til deres brud.
I 2008 blev prinsen inkluderet som den niende på Forbes' liste over "De 20 hotteste unge kongelige".

### Ægteskab og børn
I april 2010 blev prins Carl Philip forbundet i pressen med model Sofia Hellqvist. I august 2010 bekræftede den konglige talskvinde Nina Eldh forholdet mellem Carl Philip og Hellqvist i en erklæring udsendt af slottet. De erklærede deres forlovelse 27. juni 2014 og brylluppet fandt sted den 13. juni 2015.
Den 15. oktober 2015 blev det offentliggjort, at parret ventede deres første barn til april 2016. Deres søn, prins Alexander, blev født den 19. april 2016. Den 23. marts 2017 blev det offentliggjort, at parret ventede deres andet barn til september. Deres andet barn, endnu en søn, som er blevet døbt Prins Gabriel, blev født den 31. august 2017. Den 11. december 2020 annoncerede det svenske hof at parret ventede deres tredje barn, med termin i det sene marts eller det tidlige april 2021. Den 26. marts 2021 blev parrets tredje søn født, og kort tid efter blev det offentliggjort at han vil blive døbt Julian Herbert Folke.
Den 2. september 2024 meddelte parret, at de ventede deres fjerde barn, der ventes at blive født i februar 2025. Deres fjerde barn, prinsesse Ines Marie Lilian Silvia, hertuginde af Västerbotten, blev født den 7. februar 2025.

## Titler, ordner og udmærkelser
- 13. maj 1979 – 31. december 1979: Hans Konglige Højhed Carl Philip, Sveriges Kronprins, Hertug af Värmland
- 1. januar 1980 - nu: Hans Konglige Højhed Carl Philip, Prins af Sverige, Hertug af Värmland

### Nationale ordner og dekorationer
- Sverige: Ridder og kommandør af Serafimerordenen (RoK av KMO)[16][17]
- Sverige: Kommendør af Nordstjerneordenen.[18]
- Sverige: Ridder af Carl XIII:s orden, fra fødselen.

### Udenlandske ordner og dekorationer
- Norge: Storkors af Sankt Olavs Orden (No.St.O.1.)  (2005)[19]

## Anetavle
| P                                     | I                      | II                                        | III                                              |
| ------------------------------------- | ---------------------- | ----------------------------------------- | ------------------------------------------------ |
| Proband: Prins Carl Philip af Sverige | Far: Carl XVI Gustaf   | Farfar: Arveprins Gustav Adolf af Sverige | Farfars far: Gustaf VI Adolf                     |
| Proband: Prins Carl Philip af Sverige | Far: Carl XVI Gustaf   | Farfar: Arveprins Gustav Adolf af Sverige | Farfars mor: Margareta af Connaught              |
| Proband: Prins Carl Philip af Sverige | Far: Carl XVI Gustaf   | Farmor: Prinsesse Sibylla af Sverige      | Farmors far: Carl Eduard af Sachsen-Coburg-Gotha |
| Proband: Prins Carl Philip af Sverige | Far: Carl XVI Gustaf   | Farmor: Prinsesse Sibylla af Sverige      | Farmors mor: Victoria Adelheid af Glücksborg     |
| Proband: Prins Carl Philip af Sverige | Mor: Silvia af Sverige | Morfar: Walther Sommerlath                | Morfars far: Moritz Sommerlath                   |
| Proband: Prins Carl Philip af Sverige | Mor: Silvia af Sverige | Morfar: Walther Sommerlath                | Morfars mor: Erna Waldau                         |
| Proband: Prins Carl Philip af Sverige | Mor: Silvia af Sverige | Mormor: Alice Sommerlath                  | Mormors far: Artur de Toledo                     |
| Proband: Prins Carl Philip af Sverige | Mor: Silvia af Sverige | Mormor: Alice Sommerlath                  | Mormors mor: Elisa Novais Soares                 |